# Джо-Кис
Джо-Кис (англ. Joe Cays) — равнинные острова (4) в составе Багамских островов. В административном отношении относятся к району Гранд-Ки.
Острова расположены на севере островов Абако в 2,5 км на северо-восток от острова Стрейнджер-Ки. Группа растянулась на территории длинной 1,4 км. Самый большой остров имеет овальную форму длинной 600 м, а шириной 300 м.